# 무산군 (왕족)
무산군 이종(茂山君 李悰, 1490년 ~ 1525년 8월 20일(음력 8월 2일))은 조선의 왕족으로, 조선 제9대 왕 성종의 13남이자 서11남이다. 어머니는 명빈 김씨이다. 시호는 효정(孝貞)이다.

## 생애
조선 제9대 왕 성종의 서자이자, 12남으로 본관은 생모는 숙원(명빈) 김씨(明嬪 金氏)이다. 정부인은 군부인 평산 신씨(郡夫人 平山申氏)이다. 자녀로는 정부인 신씨에게서 6남 2녀를 낳았고 측실에게서 2남 2녀를 낳았다. 연산군 때에 안동 춘양에 피신하여 음요학정의 위기를 모면하였다. 문필에 능하고 문장이 뛰어났다.

## 가족관계
- 조부 : 추존 덕종대왕(德宗大王, 1438~1457)
- 조모 : 소혜왕후 청주 한씨(昭惠王后 淸州 韓氏, 1437~1504)
  - 아버지 : 제9대 성종대왕(成宗大王, 1457~1494, 재위 1469~1495)
- 외조부 : 효소공 김작(孝昭公 金碏 1427~1488)
  - 어머니 : 명빈 김씨(明嬪 金氏)
  - 정부인: 군부인 평산 신씨(郡夫人 平山申氏) - 별좌(別坐) 증찬성(贈贊成) 신수(申銖)의 딸
    - 장남 : 영선군 구수(永善君 龜壽)
    - 며느리 : 순흥 안씨 - 판관(判官) 증좌찬성(贈左贊成) 안세형(安世亨)의 딸 
      - 손자 : 경흥부정 수방(慶興副正 秀芳, 1546 ~ ?) - 6남 부안군 석수(扶安君 碩壽)의 차남

    - 차남 : 영천정 미수(永川正 眉壽, 1511 ~ ?)
    - 며느리 : 여산 송씨 - 봉사(參奉) 송세지(宋世智)의 딸 
      - 손녀 : 이향금(李香今, 1532 ~ ?)
      - 손녀 : 이녹금(李祿今, 1547 ~ ?)

    - 3남 : 영안정 학수(永安正 鶴壽, 1512 ~ ?)
    - 며느리 : 안동 권씨 군수(郡守) 권초(權劭)의 딸
      - 손자 : 이수혜(李秀蕙, 1530 ~ ?)

    - 4남 : 영풍정 기수(永豊正 期壽)
    - 며느리 : 의령 남씨 - 장원(掌苑) 남필원(南弼元)의 딸 
      - 손녀 : 이정개(李正介)

    - 5남 : 태안군 팽수(泰安君 彭壽)
    - 며느리 : 안산 김씨 - 김영(金瑛)의 딸
    - 6남 : 부안군 석수(扶安君 碩壽, 1524 ~ ?)
    - 며느리 : 김해 허씨 - 첨정(僉正) 허눌(許訥)의 딸 
      - 손녀 : 이연향(李連香, 1539 ~ ?)
      - 손자 : 완성부정 수영(完城副正 秀英, 1543 ~ ?)
      - 손자 : 경흥부정 수방(慶興副正 秀芳, 1546 ~ ?) - 장남 영선군 구수(永善君 龜壽)에게 출계

    - 며느리 : 평강 채씨 - 봉사(奉事) 채승손(蔡承孫)의 딸 
      - 손자 : 흥녕부정 수전(興寧副正 秀荃)
      - 손녀 : 이예극(李禮克, 1556 ~ ?)

    - 며느리(측실) : 애수(愛壽) - 양민(良民)
      - 서손녀 : 이숙정(李淑貞, 1561 ~ ?)
      - 서손자 : 상원수 수봉(商原守 秀葑, 1565 ~ ?)
      - 서손녀 : 이숙녀(李淑女, 1568 ~ ?)
      - 서손자 : 창녕수 수강(昌寧守 秀薑, 1570 ~ ?)
      - 서손녀 : 이숙한(李淑閑, 1578 ~ ?)
      - 서손자 : 익녕수 수행(益寧守 秀荇, 1587 ~ ?)

  - 측실 - 노비 출신
    - 7남(서장남) : 중모수 담수(中牟守 聃壽, 1506 ~ ?)
    - 며느리 : 여흥 민씨 - 여흥군 민회창(驪興君 閔懷昌)의 딸 
      - 서손자 : 풍계부령 별(豊溪副令 鼈, 1562 ~ ?) - 8남 영원군 덕수(永原君 德壽)의 3남

  - 측실 - 노비 존자(存者)
    - 8남(서차남) : 영원군 덕수(永原君 德壽, 1519 ~ ?)
    - 며느리 : 의령 남씨 - 의천위 남섭원(宜川尉 南爕元)의 딸 
      - 서손자 : 완계령 구(完溪令 龜, 1535 ~ ?)
      - 서손녀 : 이가좌(李加佐, 1540 ~ ?)
      - 서손녀 : 이온개(李溫介, 1542 ~ ?)
      - 서손녀 : 이망란(李忘難, 1545 ~ ?)

    - 며느리(측실) - 노비 예정(禮貞)
      - 서손자 :  춘계부령 원(春溪副令 黿, 1557 ~ ?)

    - 며느리(측실) - 이름 미상
      - 서손자 : 풍계부령 별(豊溪副令 鼈, 1562 ~ ?) - 7남 중모수 담수(中牟守 聃壽)에게 출계

    - 며느리(측실) - 노비 예정(禮丁) 
      - 서손자 : 추계부령 벽(秋溪副令 鼊, 1564 ~ ?)
      - 서손자며느리 : 청송 심씨 - 명종 국구(國舅) 청릉부원군 심강(靑陵府院君 沈鋼, 1514 ~ 1567)의 3녀
      - 서손녀 : 이향이(李香伊, 1568 ~ ?)
      - 서손자 : 청계부령 오(淸溪副令 鼇, 1572 ~ ?)
      - 서손자 : 운계부령 조(雲溪副令 鼂, 1575 ~ ?)
      - 서손자 : 명계부령 위(明溪副令 煒, 1577 ~ ?)
      - 서손자 : 벽계부령 형(碧溪副令 炯, 1581 ~ ?)

    - 3녀(적장녀) : 전주 이씨(1517 ~ ?) - 고령 신씨 주부(主簿) 신태충(申太沖)에게 출가(出嫁)
      - 외손녀 : 고령 신씨 - 함열 남궁씨 무공량(務功郞) 남궁건(南宮湕)에게 출가

    - 4녀(적차녀) : 별좌 이언상(李彦祥)에게 출가(出嫁)

  - 측실 - 이름 미상
    - 장녀(서장녀) : 이인수(李仁壽, 1513 ~ ?) - 판관(判官) 황몽정(黃夢禎)에게 출가(出嫁)
      - 서외손자 : 황희정(黃熙正, 1538 ~ ?)
      - 서외손녀 : 황운향(黃雲香, 1540 ~ ?)
      - 서외손녀 : 황단향(黃丹香, 1542 ~ ?)

    - 차녀(서차녀) : 이견수(李堅壽, 1515 ~ ?) - 함양 박씨 참봉(參奉) 박주(朴舟)에게 출가(出嫁)
      - 서외손자 : 박경인(朴景仁, 1540 ~ ?)
      - 서외손자 : 박유인(朴惟仁, 1541 ~ ?)
      - 서외손자 : 주부(主簿) 박호인(朴好仁, 1551 ~ ?)
      - 서외손녀 : 박봉향(朴鳳香, 1553 ~ ?)